# Conure à col blanc
Pyrrhura albipectus
Espèce
Statut de conservation UICN

 VU B1ab(i,ii,iii,v) : Vulnérable
Statut CITES
La Conure à col blanc (Pyrrhura albipectus) est une espèce d'oiseau appartenant à la famille des Psittacidae.

## Description
Cet oiseau mesure environ 24 cm. Elle ressemble beaucoup à la Conure de Souancé mais s'en distingue par la poitrine blanche dépourvue d'écailles et par les zones périauriculaires orange.

## Habitat
Cette espèce peuple les forêts primaires entre 1 400 et 1 800 m d'altitude.

## Répartition
Cet oiseau vit dans le sud de l'Équateur.